# Wereldbeker Montafon Snowboarden
De Wereldbeker Montafon maakt sinds 2012/13 deel uit van de FIS Wereldbeker snowboarden. Het evenement in het Montafon dal in Vorarlberg (Oostenrijk) vindt jaarlijks in december plaats. De wedstrijden worden gehouden op het Hochjoch in Schruns in het skigebied Silvretta Montafon.
Het wordt georganiseerd door de Internationale Ski Verband (FIS) en de Oostenrijkse Ski Verband (ÖSV) met het bedrijf Austria Ski Veranstaltungs GmbH (ASVG). Het organisatiecomité bestaat uit de voorzitter Peter Marko en de algemeen secretaris Christian Speckle.
De disciplines die tot nu toe in het Montafon zijn uitgevoerd: snowboardcross (SBX) en parallelslalom (PSL). Het snowboardcross circuit is 980 meter lang en de parallelle slalomroute is 280 meter lang.

## Geschiedenis
In mei 1994 werd het snowboarden toegevoegd aan het FIS competition program, in 1996 volgde het eerste Wereld Kampioenschap Snowboard.
In het seizoen 2010/11 werd de Snowboard Cross World Cup één keer gehouden in Lech am Arlberg. Vervolgens zochten ze een regio in Vorarlberg op voor een geschikte plek om het snowboardcross optimaal te presenteren. Het Montafon bleek hiervoor geschikt. De eerste Snowboard Cross World Cup vond plaats in december 2012.
In december 2014 moest de snowboardcross worden geannuleerd vanwege te hoge temperaturen. In plaats daarvan werden een parallelle slalom en een gemengde teamcompetitie gehouden. Door de warme temperaturen was sneeuwproductie in 2018 onmogelijk voor het circuit en moest ook deze snowboardcross worden geannuleerd.

## De wedstrijd

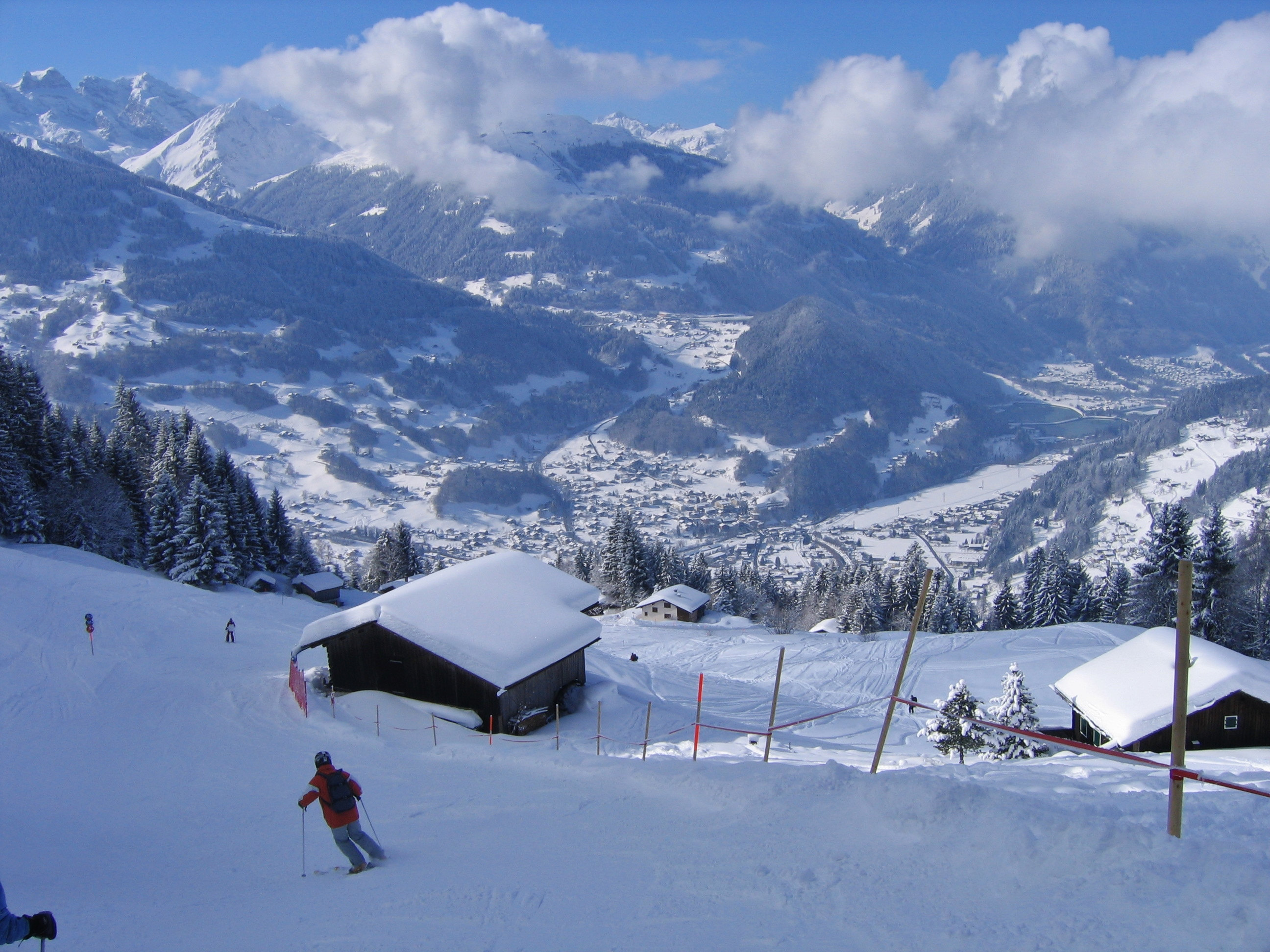
Silvretta Montafon

De wedstrijden worden gehouden in het skigebied Silvretta Montafon, beginnend iets onder de Hochjoch-top en eindigend bij het bergstation van de kabelbaan. Het hoogteverschil tussen start en finish is ongeveer 200 m.
De snowboardcross atleten racen over het 985 m lange wereldbeker parcours met snelheden tot 65 km/u. De afdaling duurt niet langer dan 60 seconden. De parallelle slalombaan is echter 280 m lang.
Tijdens het WK kunnen bezoekers overdag de snowboarders en skiërs bekijken en 's nachts genieten van concerten in Schruns.

## Uitslagen[10]

### Vrouwen
| Seizoen                       | Discipline           | Eerste                                      | Tweede                               | Derde                                                          |
| ----------------------------- | -------------------- | ------------------------------------------- | ------------------------------------ | -------------------------------------------------------------- |
| Snowboard Wereldbeker 2012/13 | Snowboardcross       | CAN                                         | ITA                                  | AUS                                                            |
| Snowboard Wereldbeker 2012/13 | Snowboardcross Team  | AUT                                         | USA                                  | FRA                                                            |
| Snowboard Wereldbeker 2013/14 | Snowboardcross       | CZE                                         | CAN                                  | NOR                                                            |
| Snowboard Wereldbeker 2013/14 | Snowboardcross Team  | ITA                                         | CAN                                  | FRA                                                            |
| Snowboard Wereldbeker 2014/15 | Snowboardcross       | Afgelast                                    | Afgelast                             | Afgelast                                                       |
| Snowboard Wereldbeker 2014/15 | Snowboardcross Team  | Afgelast                                    | Afgelast                             | Afgelast                                                       |
| Snowboard Wereldbeker 2014/15 | Parallelreuzenslalom | AUT                                         | GER                                  | RUS                                                            |
| Snowboard Wereldbeker 2015/16 | Snowboardcross       | FRA                                         | USA                                  | RUS                                                            |
| Snowboard Wereldbeker 2015/16 | Snowboardcross Team  | FRA I                                       | USA I                                | SUI I                                                          |
| Snowboard Wereldbeker 2016/17 | Snowboardcross       | AUS                                         | FRA                                  | USA                                                            |
| Snowboard Wereldbeker 2016/17 | Snowboardcross Team  | FRA I                                       | ITA I                                | FRA II                                                         |
| Snowboard Wereldbeker 2017/18 | Snowboardcross       | ITA                                         | USA                                  | FRA                                                            |
| Snowboard Wereldbeker 2017/18 | Snowboardcross Team  | FRA I (Chloé Trespeuch/Nelly Moenne-Loccoz) | CAN I (Meryeta Odine/Zoe Bergermann) | RUS I (Kristina Iossifowna Paul/Marija Jewgenjewna Wassilzowa) |
| Snowboard Wereldbeker 2018/19 | Snowboardcross       | Afgelast                                    | Afgelast                             | Afgelast                                                       |
| Snowboard Wereldbeker 2018/19 | Snowboardcross Team  | Afgelast                                    | Afgelast                             | Afgelast                                                       |
| Snowboard Wereldbeker 2019/20 | Snowboardcross       | CZE                                         | ITA                                  | AUS                                                            |

### Mannen
| Seizoen                       | Discipline           | Eerste                                 | Tweede                                      | Derde                                 |
| ----------------------------- | -------------------- | -------------------------------------- | ------------------------------------------- | ------------------------------------- |
| Snowboard Wereldbeker 2012/13 | Snowboardcross       | ITA                                    | AUT                                         | USA                                   |
| Snowboard Wereldbeker 2012/13 | Snowboardcross Team  | USA II                                 | USA                                         | ITA                                   |
| Snowboard Wereldbeker 2013/14 | Snowboardcross       | AUT                                    | ITA                                         | CAN                                   |
| Snowboard Wereldbeker 2013/14 | Snowboardcross Team  | ITA II                                 | GER                                         | NOR                                   |
| Snowboard Wereldbeker 2014/15 | Snowboardcross       | Afgelast                               | Afgelast                                    | Afgelast                              |
| Snowboard Wereldbeker 2014/15 | Snowboardcross Team  | Afgelast                               | Afgelast                                    | Afgelast                              |
| Snowboard Wereldbeker 2014/15 | Parallelreuzenslalom | ITA                                    | SLO                                         | ITA                                   |
| Snowboard Wereldbeker 2015/16 | Snowboardcross       | AUT                                    | AUT                                         | RUS                                   |
| Snowboard Wereldbeker 2015/16 | Snowboardcross Team  | FRA I                                  | ITA II                                      | SUI I                                 |
| Snowboard Wereldbeker 2016/17 | Snowboardcross       | USA                                    | ITA                                         | AUS                                   |
| Snowboard Wereldbeker 2016/17 | Snowboardcross Team  | ESP I                                  | ITA I                                       | USA II                                |
| Snowboard Wereldbeker 2017/18 | Snowboardcross       | AUS                                    | AUT                                         | AUT                                   |
| Snowboard Wereldbeker 2017/18 | Snowboardcross Team  | ESP I (Regino Hernández/Lucas Eguibar) | AUT I (Alessandro Hämmerle/Markus Schairer) | FRA I (Merlin Surget/Pierre Vaultier) |
| Snowboard Wereldbeker 2018/19 | Snowboardcross       | Afgelast                               | Afgelast                                    | Afgelast                              |
| Snowboard Wereldbeker 2018/19 | Snowboardcross Team  | Afgelast                               | Afgelast                                    | Afgelast                              |
| Snowboard Wereldbeker 2019/20 | Snowboardcross       | AUT                                    | AUS                                         | ITA                                   |

### Team
| Seizoen                       | Discipline                                   | Eerste | Tweede | Derde |
| ----------------------------- | -------------------------------------------- | ------ | ------ | ----- |
| Snowboard Wereldbeker 2014/15 | Parallelreuzenslalom, mixed (mannen/vrouwen) | ITA    | RUS II | JPN   |